# Thailändische Badmintonmeisterschaft 1971
Die Thailändische Badmintonmeisterschaft 1971 fand in Bangkok statt. Es war die 20. Austragung der nationalen Meisterschaften von Thailand im Badminton.	

## Titelträger
| Disziplin    | Sieger                                 |
| ------------ | -------------------------------------- |
| Herreneinzel | Bandid Jaiyen                          |
| Dameneinzel  | Thongkam Kingmanee                     |
| Herrendoppel | Sila Ulao Singha Siribanterng          |
| Damendoppel  | Thongkam Kingmanee Pachara Pattabongse |
| Mixed        | Bandid Jaiyen Pachara Pattabongse      |

Anmerkungen
Die genannten Quellen listen in drei Disziplinen unterschiedliche Sieger. Badmintonthai.or.th führt Thongkam Kingmanee und Sumol Chanklum im Damendoppel, Sangob Rattanusorn und Bandid Jaiyen im Herrendoppel sowie Bandid Jaiyen und Sumol Chanklum im Mixed als Meister.

## Referenzen
- World Badminton 1 (1972) (1), S. 8
- badmintonthai.or.th (Memento vom 27. März 2009 im Internet Archive)